# Castillo de Llivia
El castillo de Llivia se encuentra en la parte superior del Puig del Castell, a los pies del cual se erigió la población de Llivia, en la comarca de la Baja Cerdaña (España). Si bien el castillo fue destruido por el rey francés Luis XI al acabar la guerra civil catalana contra Juan II en el año 1479, se conservan algunos restos. La datación de los restos visibles podrían ser del siglo XII como fecha más probable.

## Descripción
El castillo se caracteriza por ser un recinto soberano o señorial formado, aparentemente, por una torre del homenaje rectangular con cuatro torretas circulares -una en cada vértice- y un recinto jussà donde había la población, que lo rodea y lo cierra. En el interior del primer recinto, había una cisterna cubierta con bóveda de cañón que aún se conserva. La muralla estaba reforzada por torres rectangulares en los muros y circulares en los ángulos.
Recientemente se han realizado algunas importantes prospecciones arqueológicas. Para la subida del material de prospección al castillo y dado el mal estado en que se encontraba el camino de acceso, se ha empleado un globo aerostático.